# 白雪似羽花介
白雪似羽花介（学名：Paracytheropteron nivalis）为尾花介科似羽花介屬下的一个种。